# گیرنده هشدار لیزری
گیرنده هشدار لیزری (انگلیسی: Laser warning receiver) یک سیستم هشدار دهنده است که به عنوان یک تجهیز دفاع نظامی غیرفعال استفاده می‌شود. این سیستم، جهت انتشار لیزر را از سیستم‌های هدایت لیزری و مسافت‌یاب‌های لیزری، شناسایی، تجزیه و تحلیل و مکان‌یابی می‌کند. سپس به خدمه هشدار می‌دهد و می‌تواند اقدامات متقابل مختلفی مانند پرده دود، پرده آئروسل، سلاح دفاع شخصی لیزری فعال با خیره‌کننده لیزری (که در تانک اصلی جنگی تایپ ۹۹ چینی استفاده می‌شود)، مختل‌کننده لیزری و غیره را آغاز کند.
آشکارسازهای مورد استفاده معمولاً بر اساس یک آرایه آشکارساز نوری نیمه‌هادی کار می‌کنند که معمولاً به صورت کرایوژنیک یا حرارتی-الکتریکی خنک می‌شوند. گاهی اوقات از دیودهای نوری، دستگاه‌های فوتوکانداکتیویته، فوتوالکترومغناطیسی یا فوتودیفوزیون حتی بدون خنک‌کننده استفاده می‌شود. برخی از دستگاه‌ها فقط پرتو اصلی لیزرهای خارجی را تشخیص می‌دهند در حالی که برخی دیگر حتی پرتوهای پراکنده را نیز تشخیص می‌دهند.
شرکت‌های آسلسان، بی‌ای‌ئی سیستمز، البیت سیستمز و هنسولت، تولید کننده گیرنده‌های هشدار لیزری هستند.